# Трапані (провінція)
Провінція Трапані (італ. Provincia Regionale di Trapani) — провінція в Італії, у регіоні Сицилія. 
Площа провінції — 2 459,84 км², населення — 435 586 осіб.
Столицею провінції є місто Трапані.

## Географія

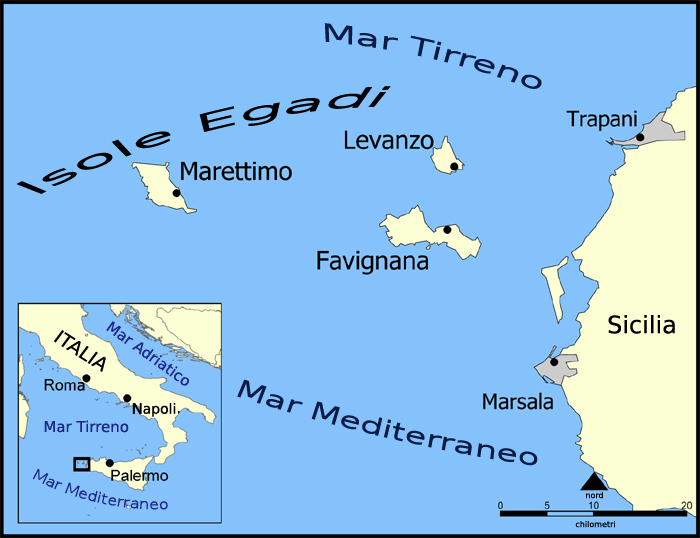
Мапа провінції

Межує на сході з провінцією Палермо, на південному сході з провінцією Агрідженто, омивається на заході і на півдні Середземним морем, і на півночі Тірренським морем.

## Основні муніципалітети
Найбільші за кількістю мешканців муніципалітети (ISTAT):

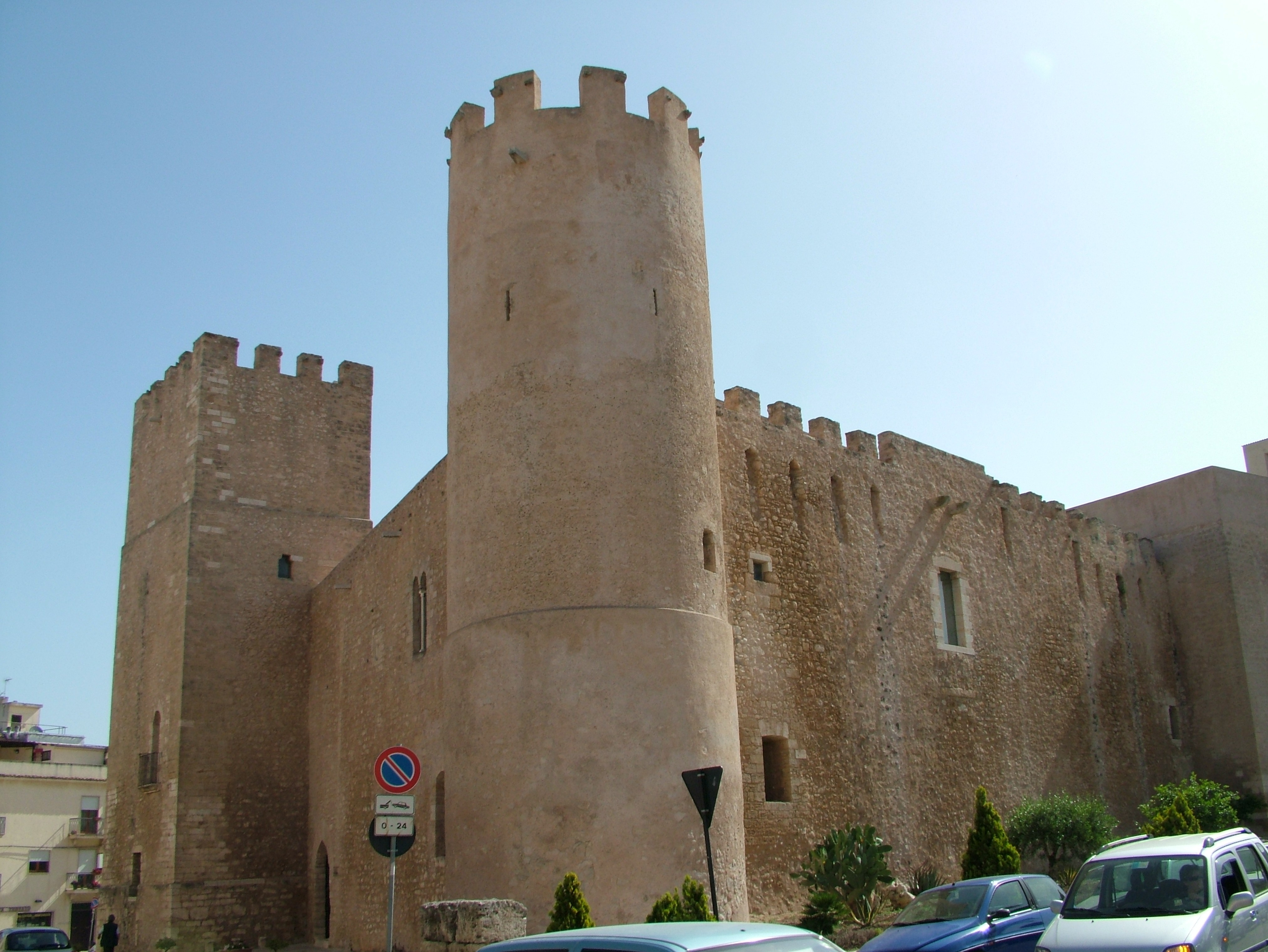
Замок Алькамо

| Муніципалітет    | Населення (осіб) | Площа (км²) |
| ---------------- | ---------------- | ----------- |
| Трапані          | 70.576           | 271 км²     |
| Марсала          | 82.489           | 241 км²     |
| Мацара-дел-Валло | 51.328           | 275 км²     |
| Алкамо           | 45.817           | 130 км²     |
| Кастелветрано    | 30.517           | 206 км²     |
| Еріче            | 28.496           | 47 км²      |